# Павильон № 64 «Оптика» на ВДНХ
Павильон № 64 «Оптика» (с 1939 по 1941 — «Ленинград и Северо-Восток РСФСР», с 1954 по 1958 — «Ленинград и Северо-Запад РСФСР», с 1959 по 1966 — «Образование в СССР», с 1967 по 1982 — «Экономика сельского хозяйства», с 1982 — «Оптика») — один из павильонов ВДНХ.
Современный павильон построен к 1954 году по проекту архитектора Евгения Левинсона при участии архитектора И. Вильнера на месте павильона «Ленинград и Северо-Восток РСФСР» 1937 года.

## Архитектура
В 1936 году прошёл закрытый конкурс, выигранный Евгением Левинсоном. И уже 1937 году павильон, в котором соединилась советская стилистика и ар-деко, открылся для посетителей. Две большие сквозные галереи расходились от центральной части павильона, увенчанной портиком. Перед зданием была установлена бронзовая статуя деятеля революции и первого секретаря Ленинградского обкома ВКП(б) Сергея Кирова работы Николая Томского — уменьшенная копия памятника, установленного на Кировской площади.
В 1949—1954 годах здание было реконструировано по проекту всё того же Левинсона при участии И. З. Вильнера. В самом здании, в центральной части появился круглый зал Ленинградской области. Боковые деревянные части были обнесены новыми галереями. Экстерьер здания значительно изменился, став менее геометризированным. Фасады обогатились лепными деталями медальонов с лентами; снопами, стилизованными под пучки стрел; гирляндами роз — элементами, характерными для архитектуры Ленинграда 1940-х годов. Колоннада центральной части была поделена на два яруса, на смену барельефам пришёл обелиск с медальоном герба РСФСР в окружении знамён и пальмовых ветвей. Однако под давлением критики со стороны деятелей искусств, в том числе искусствоведа В. П. Толстого, вскоре после реконструкции отказались от скульптур агронома, колхозницы, рабочего-механизатора и девушки со свеклой (скульпторы Г. В. Косов, А. П. Силоченко, Г. В. Стамов, А. Г. Овсяников), украшавших навершие галерей. Позади павильона расположен дворик с бассейном, посреди которого размещена скульптура мальчика с рыбой (скульптор Б. Н. Сон, 1949) — аллюзия на Летний сад и парки Петергофа.
В работе над интерьерами Левинсон применил решения, ранее опробованные им же на станциях Ленинградского метрополитена «Автово», «Нарвская» и «Площадь Восстания». Вводный и круглый залы представляли Ленинград как «колыбель революции» и Город-герой. Над оформлением залов трудился творческий коллектив Ленинградского отделения Художественного фонда СССР под руководством главного художника павильона Р. А. Карпова.
До наших дней сохранились интерьеры вводного зала с исторической лепниной, люстрами c кобальтовым стеклом и четырьмя монументальными живописными панно в стиле соцреализма: «Октябрь 1917 года», «Встреча победителей в Ленинграде 1945 года», «Сборка турбины» и «Механизация сельского хозяйства».
С потолка круглого зала Ленинградской области свисала огромная хрустальная люстра, поверхность свода покрывала роспись, исполненная в технике гризайль. По периметру свода разместились картины с изображением крейсера «Аврора», «Медного всадника», Дворцовой площади, Нарвских ворот, На торцевой стене поместили горельеф работы Г. В. Косова, А. Г. Овсянникова, В. Г. Стамова и А. П. Тимченко, на котором на фоне памятника Ленину у Финляндского вокзала были изображены рабочие, колхозники, дети и творческие работники.
Остальные регионы — Коми АССР, Псковская, Новгородская, Калининградская, Вологодская, Архангельская и Мурманская области — получили своё оформление. Также в павильоне был установлен бюст Михаила Ломоносова.

## Экспозиции
На всесоюзной сельскохозяйственной выставке 1938 года в павильоне были представлены Архангельская, Вологодская, Кировская, Горьковская, Ленинградская, Свердловская области, Карельская, Марийская, Удмуртская, Чувашская республики и Коми АССР.
В 1939 году после вхождения Карелии в состав Карело-Финской ССР соответствующая экспозиция переехала в отдельное здание — ныне утраченный павильон «Советская Арктика». Несмотря на заявленную тему в основном экспозиция рассказывала о революционных событиях в Ленинграде. В работе над залами были задействованы известные ленинградские живописцы и скульпторы: Владимир Серов, Павел Соколов-Скаля, Евгений Вучетич и другие.
В 1956 году в павильон вернулась выставка Карелии. Одна из скульптур — «Рунопевец» Сергея Коненкова — в дальнейшем оказалась в собрании Карельского художественного музея в Петрозаводске.
В 1959 году с отказом от зональных экспозиций павильон № 64 отвели под «Образование в СССР». Новые экспозиции касались советской системы образования и показывали научные достижения высших учебных заведений. В вводном зале тогда располагалась модель главного здания МГУ, позже переместившаяся в фонды музея архитектуры имени А. В. Щусева. 
В 1967 году экспозицию временно переместили в павильон №2, а площади павильона № 64 отдали под выставку, посвященную 50-летию Октября, в частности под экспозицию  «Экономика и организация сельского хозяйства». Эта выставка осталась в павильоне вплоть до середины 1980-х годов. Уже к 60-летию Октября первые два зала были переделаны под экспозицию Киргизской ССР.
В 1990—2000-е годы в здании шла стихийная торговля. К началу 2010-х в павильоне продолжалась торговля, в круглом зале работало кафе.

## Галерея

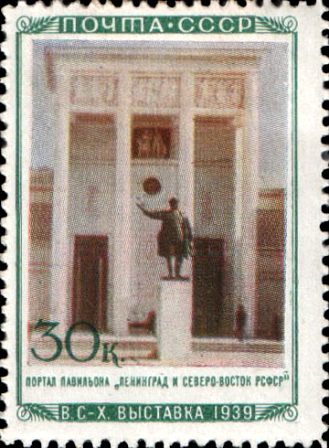
Павильон в 1939 году
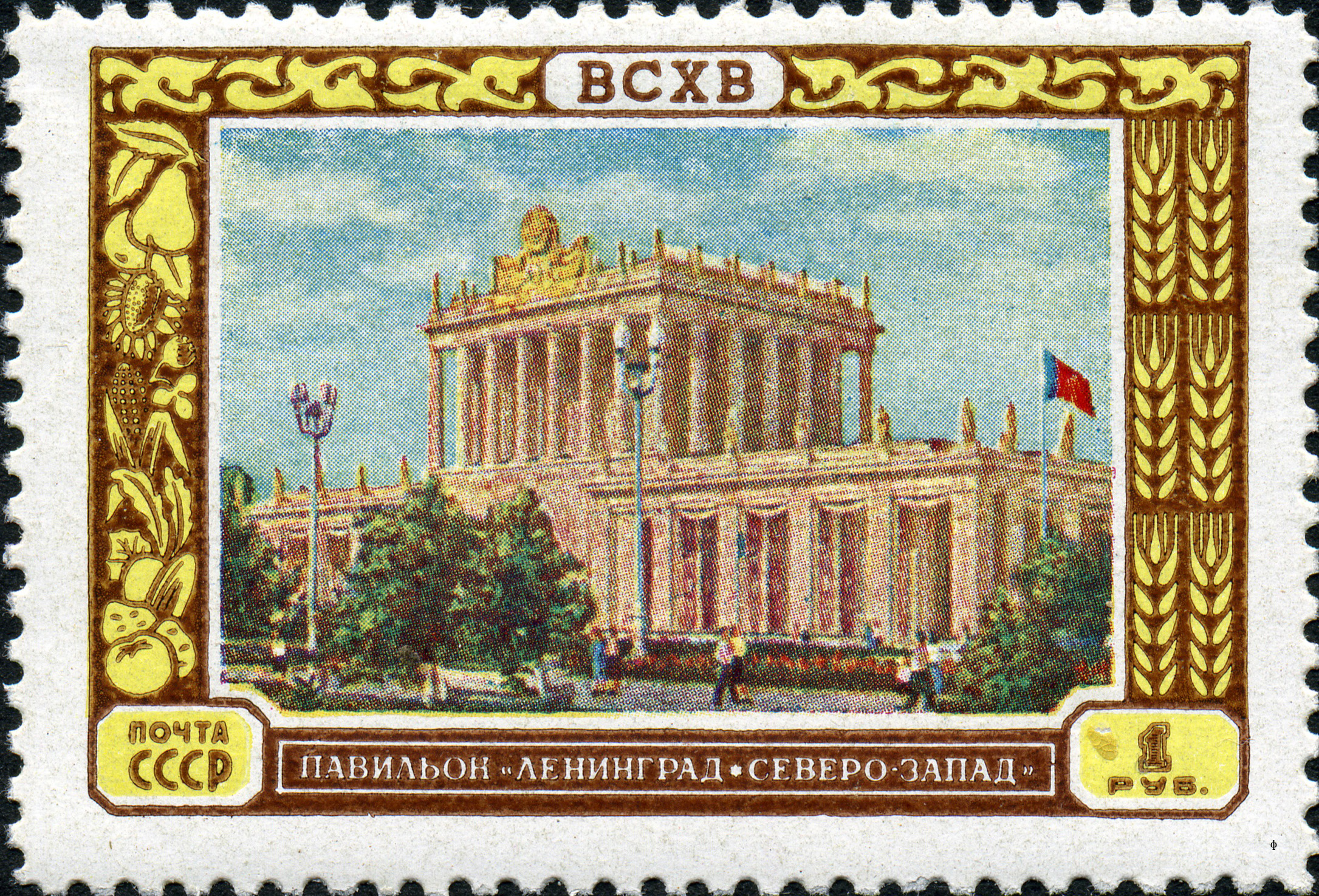
Павильон Ленинграда и Северо-Запада на ВСХВ (Марка)
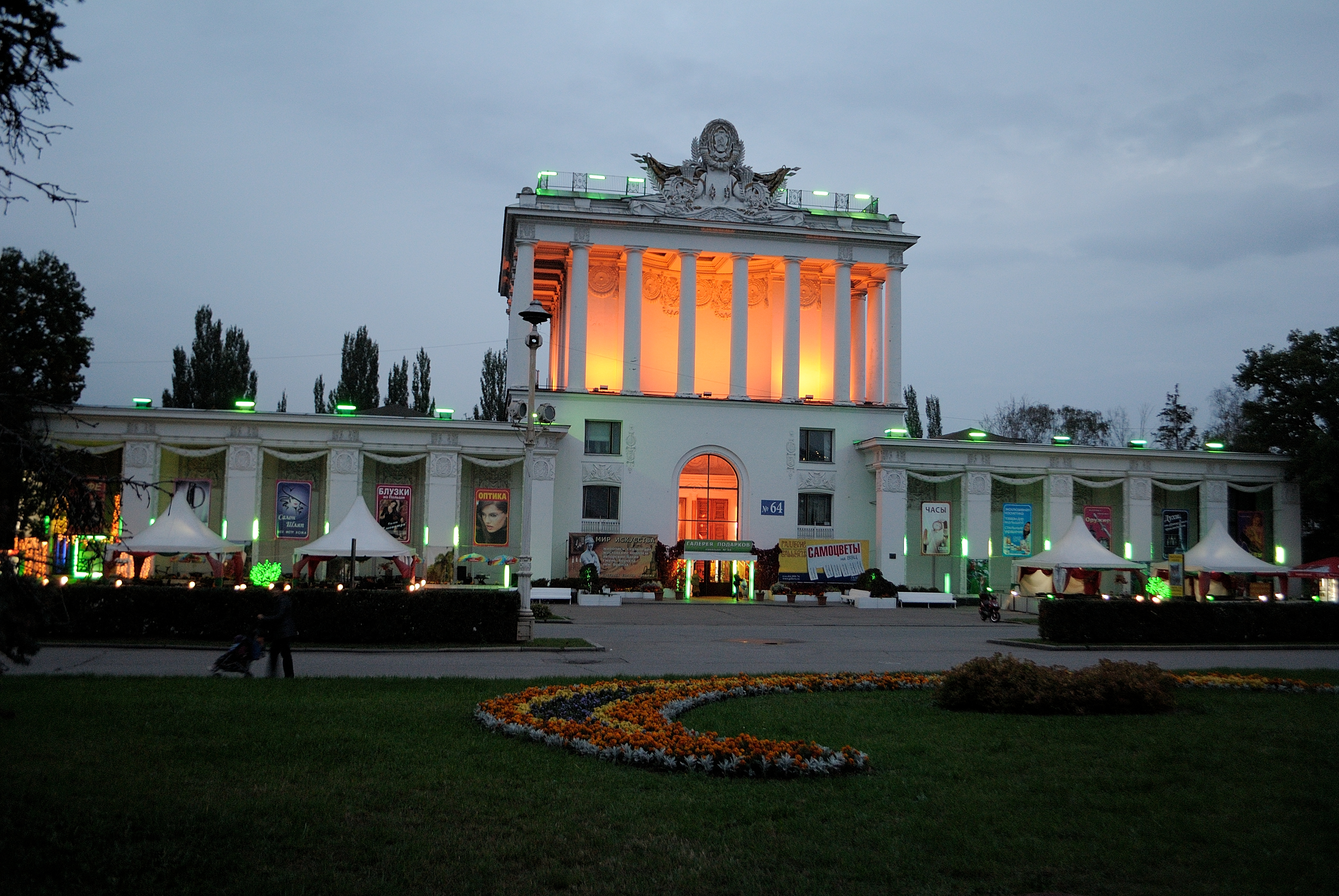
Павильон «Оптика» в 2012 году
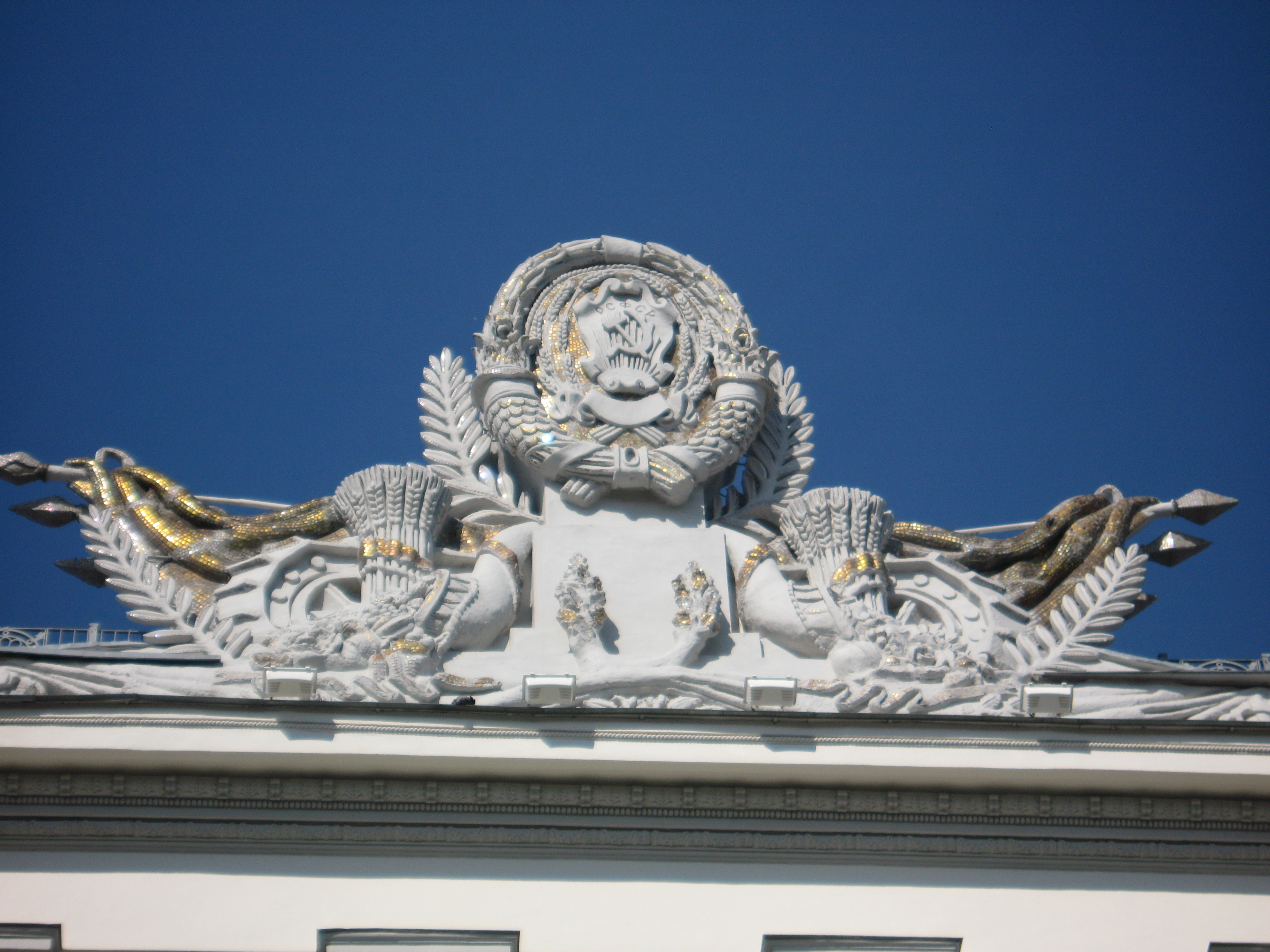
Герб РСФСР